# McDermitt
McDermitt è un census-designated place (CDP) degli Stati Uniti, situato nella Contea di Humboldt nello stato del Nevada, a ridosso del confine con l'Oregon. Nel censimento del 2000 la popolazione era di 232 abitanti.

## Storia
La località, in passato nota come Dugout, prese il nome da Charles McDermitt, comandante del distretto militare del Nevada (Military District of Nevada) negli anni 1860. Il fortino originale si trovava a circa otto chilometri dall'abitato, ed era stato creato come punto di difesa della rotta che portava da Virginia City a Boise (Idaho). Attualmente McDermitt è la località con la più alta componente nativa dello stato.

## Geografia fisica
Secondo i rilevamenti dell'United States Census Bureau, la località di McDermitt si estende su una superficie di 34,1 km², tutti occupati da terre.

## Popolazione
Secondo il censimento del 2000, a McDermitt vivevano 269 persone, ed erano presenti 60 gruppi familiari. La densità di popolazione era di 8 ab./km². Nel territorio comunale si trovavano 107 unità edificate. Per quanto riguarda la composizione etnica degli abitanti, il 97,4% era nativo e il 2,6% era bianco. La popolazione di ogni razza ispanica corrispondeva allo 0,74% degli abitanti.
Per quanto riguarda la suddivisione della popolazione in fasce d'età, il 29,7% era al di sotto dei 18, il 10,0% fra i 18 e i 24, il 23,8% fra i 25 e i 44, il 25,3% fra i 45 e i 64, mentre infine l'11,2% era al di sopra dei 65 anni di età. L'età media della popolazione era di 32 anni. Per ogni 100 donne residenti vivevano 108,5 maschi.